# Adieu (chanson)
 (juillet 2023).
Singles de Cœur de pirate
Francis
(2010) Golden Baby
(2012)
Pistes de Blonde
Lève les voiles Danse et danse
Adieu est une chanson de Cœur de pirate, issue de son second album Blonde. C'est le premier single de l'album. Il est sorti le 12 septembre 2011.

## Clip
Le clip, tourné début septembre 2011, a été réalisé par Jérémie Saindon qui avait déjà réalisé le clip d'Ensemble. Elle y apparaît aux côtés du comédien Niels Schneider. La vidéo est sortie le 21 septembre 2011, veille de l'anniversaire de Cœur de pirate.
Le personnage que joue Niels est le petit-ami de Béatrice. Il la trompe et après cela, Béatrice lui lance un sort. À chaque fois qu'il s'approche d'une fille, celle-ci se transforme en quelque chose ou explose.
La première fille est dans un café avec Niels. Béatrice est à côté et les observe. La fille finit par exploser en confettis. La seconde fille assiste à un match de football américain, dans lequel jouent Béatrice et Niels. La fille a la tête qui explose comme une pastèque. La troisième fille est sur un transat, Niels sort de l'eau et lui offre un verre. Béatrice est là également et après que Niels l'ait embrassé, la fille se retrouve transformée en chantilly.
À la fin du clip, c'est Niels qui finit par exploser après avoir embrassé Béatrice.

## Palmarès
| Pays                     | Meilleure position | Certification |
| ------------------------ | ------------------ | ------------- |
| Belgique (Wallonie)      | 9                  |               |
| France                   | 26                 |               |
| France (téléchargements) |                    |               |
| Suisse                   |                    |               |